# Myctophum obtusirostre
Myctophum obtusirostre är en fiskart som beskrevs av Tåning 1928. Myctophum obtusirostre ingår i släktet Myctophum och familjen prickfiskar. Inga underarter finns listade i Catalogue of Life.